# Robert Nardella
Pour les articles homonymes, voir Nardella.
Robert Nardella (né le 2 février 1968 à Melrose Park, Illinois, aux États-Unis) est un joueur professionnel italo-américain de hockey sur glace.

## Carrière de joueur
Issu de la NCAA, il alla jouer quelques saisons en Italie à la suite de ses études universitaires. Il y joua dans la Série A entre autres avec différents clubs. Il revint une première fois aux États-Unis lors de la saison 1994-1995 où il s'aligna une saison avec les Wolves de Chicago dans la Ligue internationale de hockey. S'ensuivirent un retour d'une saison en Italie plus une en Allemagne.
En 1997-1998, il retourna jouer avec les Wolves où il connut ses meilleurs moments en carrière, remportant à deux reprises la Coupe Turner et à une reprise la Coupe Calder lorsque les Wolves joignirent les rangs de la Ligue américaine de hockey. Au cours de sa carrière, il évolua aussi dans la United Hockey League et en 2006, il représenta l'Italie aux Jeux olympiques d'hiver à Turin.

## Statistiques
Pour les significations des abréviations, voir Statistiques du hockey sur glace.
| Saison    | Équipe                   | Ligue     |    | Saison régulière | Saison régulière | Saison régulière | Saison régulière | Saison régulière |   | Séries éliminatoires | Séries éliminatoires | Séries éliminatoires | Séries éliminatoires | Séries éliminatoires |
| Saison    | Équipe                   | Ligue     | PJ | B                | A                | Pts              | Pun              | PJ               | B | A                    | Pts                  | Pun                  |                      |                      |
| 1988-1989 | Bulldogs de Ferris State | NCAA      | 28 | 6                | 4                | 10               | 18               | -                | - | -                    | -                    | -                    |                      |                      |
| 1989-1990 | Bulldogs de Ferris State | NCAA      | 38 | 10               | 14               | 24               | 46               | -                | - | -                    | -                    | -                    |                      |                      |
| 1990-1991 | Bulldogs de Ferris State | NCAA      | 42 | 12               | 28               | 40               | 31               | -                | - | -                    | -                    | -                    |                      |                      |
| 1991-1992 | HC Alta Badia            | Série A2  | 45 | 45               | 60               | 105              | 31               | -                | - | -                    | -                    | -                    |                      |                      |
| 1992-1993 | HC Alleghe               | Alpenliga | 32 | 19               | 37               | 56               | 18               | -                | - | -                    | -                    | -                    |                      |                      |
| 1992-1993 | HC Alleghe               | Série A   | 16 | 10               | 9                | 19               | 4                | 9                | 6 | 11                   | 17                   | 8                    |                      |                      |
| 1993-1994 | HC Alleghe               | Alpenliga | 30 | 13               | 36               | 49               | 36               | -                | - | -                    | -                    | -                    |                      |                      |
| 1993-1994 | HC Alleghe               | Série A   | 23 | 12               | 21               | 33               | 26               | -                | - | -                    | -                    | -                    |                      |                      |
| 1994-1995 | Wolves de Chicago        | LIH       | 74 | 9                | 40               | 49               | 36               | 3                | 1 | 2                    | 3                    | 0                    |                      |                      |
| 1995-1996 | HC Milano                | Alpenliga | 8  | 4                | 3                | 7                | 8                | -                | - | -                    | -                    | -                    |                      |                      |
| 1995-1996 | HC Milano                | Série A   | 30 | 14               | 31               | 45               | 41               | 13               | 2 | 4                    | 6                    | 60                   |                      |                      |
| 1996-1997 | Adler Mannheim           | DEL       | 50 | 6                | 22               | 28               | 59               | 9                | 3 | 5                    | 8                    | 10                   |                      |                      |
| 1997-1998 | Wolves de Chicago        | LIH       | 65 | 13               | 35               | 48               | 40               | 22               | 5 | 13                   | 18                   | 24                   |                      |                      |
| 1998-1999 | Wolves de Chicago        | LIH       | 82 | 8                | 45               | 53               | 86               | 10               | 0 | 2                    | 2                    | 6                    |                      |                      |
| 1999-2000 | Wolves de Chicago        | LIH       | 77 | 10               | 36               | 46               | 26               | 16               | 2 | 11                   | 13                   | 10                   |                      |                      |
| 2000-2001 | Wolves de Chicago        | LIH       | 78 | 9                | 40               | 49               | 58               | 16               | 3 | 4                    | 7                    | 34                   |                      |                      |
| 2001-2002 | Wolves de Chicago        | LAH       | 52 | 8                | 18               | 26               | 47               | 24               | 5 | 9                    | 14                   | 12                   |                      |                      |
| 2002-2003 | Mallards de Quad City    | UHL       | 2  | 2                | 1                | 3                | 2                | -                | - | -                    | -                    | -                    |                      |                      |
| 2002-2003 | Wolves de Chicago        | LAH       | 15 | 1                | 9                | 10               | 18               | -                | - | -                    | -                    | -                    |                      |                      |
| 2002-2003 | HC Milano                | Série A   | 11 | 1                | 8                | 9                | 10               | 9                | 1 | 6                    | 7                    | 18                   |                      |                      |
| 2003-2004 | IceHogs de Rockford      | UHL       | 44 | 7                | 38               | 45               | 82               | -                | - | -                    | -                    | -                    |                      |                      |
| 2003-2004 | Wolves de Chicago        | LAH       | 13 | 0                | 10               | 10               | 6                | 10               | 1 | 3                    | 4                    | 12                   |                      |                      |
| 2005-2006 | IceHogs de Rockford      | UHL       | 26 | 3                | 19               | 22               | 18               | -                | - | -                    | -                    | -                    |                      |                      |
| 2005-2006 | Wolves de Chicago        | LAH       | 20 | 1                | 6                | 7                | 14               | -                | - | -                    | -                    | -                    |                      |                      |

### Statistiques en équipe nationale
| Année | Équipe | Compétition             |   | PJ | B | A | Pts | Pun |  | Résultats |
| 1995  | Italie | Championnat du monde    | 5 | 0  | 1 | 1 | 8   | 7e  |  |           |
| 1996  | Italie | Championnat du monde    | 4 | 2  | 2 | 4 | 0   | 7e  |  |           |
| 1997  | Italie | Championnat du monde    | 8 | 3  | 3 | 6 | 8   | 8e  |  |           |
| 2006  | Italie | Jeux olympiques d'hiver | 5 | 0  | 1 | 1 | 6   | 11e |  |           |

### Statistiques en Roller hockey
| Saison | Équipe              | Ligue |    | Saison régulière | Saison régulière | Saison régulière | Saison régulière | Saison régulière |   | Séries éliminatoires | Séries éliminatoires | Séries éliminatoires | Séries éliminatoires | Séries éliminatoires |
| Saison | Équipe              | Ligue | PJ | B                | A                | Pts              | Pun              | PJ               | B | A                    | Pts                  | Pun                  |                      |                      |
| 1994   | Cheetahs de Chicago | RHI   | 22 | 12               | 30               | 42               | 32               | -                | - | -                    | -                    | -                    |                      |                      |

## Trophées et honneurs personnels
- Ligue internationale de hockey
  - 1998 et 2000 : remporta la Coupe Turner avec les Wolves de Chicago
- Ligue américaine de hockey
  - 2002 : remporta la Coupe Calder avec les Wolves de Chicago